# Ophiopsila glabra
Ophiopsila glabra is een slangster uit de familie Ophiocomidae.
De wetenschappelijke naam van de soort werd in 1930 gepubliceerd door René Koehler.